# Sonic Negroes
Sonic Negroes är ett rockband från Stockholm, internationellt känt för sin rock'n roll, med korta, distinkta låtar. 
Sonic Negroes bildades 2003 och gick nästan omgående in i Das Boot Studios för att spela in en 7"-singel. Förstlingsverket, som kom att kallas "Get Down!", och uppföljaren, "Hallelujah, Motherfucker!", släpptes på det egna bolaget It’s Not About Music Records. Bandet släppte även fullängdaren "Honky Bastard Blues" på det egna bolaget 2007. Samma år blev de uppvaktade av det amerikanska bolaget Zodiac Killer Records som ville släppa något med bandet. Resultatet blev en split med engelsmännen i The Hip Priests samt att Honky Bastard Blues blev återutgiven (med extraspår) i USA.
Bandet skrev kontrakt med Zodiac Killer Records (med band som Supersuckers, Electric Frankenstein, Antiseen, The Dwarves med flera) och genomförde 2009 en turné med 19 spelningar genom USA, från östkusten till västkusten. Under hösten genomfördes spelningar i Finland och Sverige, samt startade arbetet med nästa album. Detta arbete pågick under våren 2010. 
Under 2011 kom bandets andra fullängdare, inspelad i The Dustward studio i Stockholm, samt en liveinspelning från USA-turnén 2009 och ett bidrag till en samlingsplatta med GG Allin-låtar, "Occupation". Bandet följde upp med ännu en turné till USA under 2011, för att sedan påbörja skrivandet av material till nästa skiva. 7 låtar spelades in i Dustward studio med Stefan Brändström under hösten 2012, men då Magnus Lindén slutade beslöt sig kvarvarande medlemmar att lägga ner Sonic Negroes. 
Bandet har gett upphov till ett antal avknoppningar, till exempel Blasting Fondas, Cardboard Villains, Djävulen Möblerar Om.[källa behövs]

## Medlemmar
- Johan Hellman - sång
- Magnus Lindén - gitarr, kör
- Felix Franzén - gitarr
- Jacob Sickenga - bas, kör
- Magnus Magnusson - trummor

### Tidigare medlemmar
- Magnus Nordin - bas
- Linus Wallin - gitarr, kör
- Stefan Björk - bas
- Zäta Zettergren - bas

## Diskografi
- 2003 - Get Down - 7" EP, (It's Not About Music Records)
- 2004 - Hallelujah, Motherfucker! - 7" EP,(It's Not About Music Records)
- 2007 - Honky Bastard Blues - Album CD, (It's Not About Music Records)
- 2008 - Sonic Negroes/The Hip Priests - Split-CD, (Zodiac Killer Records)
- 2008 - Honky Bastard Blues - US release with 4 bonus tracks, (Zodiac Killer Records)
- 2009 - White Trash US Tour Single - 7" Limited Edition White Vinyl - "White Trash" b/w "Honey (I'm Home) (Zodiac Killer Records)

### Samlingsplattor
- 2007 - Drink Fight Fuck - Compilation CD - "Sonic Young Boy". Also feat. The Dwarves, The Hip Priests, Kansas City Faggots and more, (Zodiac Killer Records)
- 2008 - Drink Fight Fuck Vol. 2 - Compilation CD - "Watch Your Back". Also feat. Electric Frankenstein, Black Furies, Last Of The Bad Men and more, (Zodiac Killer Records)